# Diego Marín Aguilera
Diego Marín Aguilera (Coruña del Conde, 1757-Coruña del Conde, 11 de octubre de 1800) fue un inventor español conocido por ser el primer hombre en realizar un vuelo efectivo con unas alas artificiales, uno de los precursores de la ciencia aeronáutica en España.

## Vida y vocación

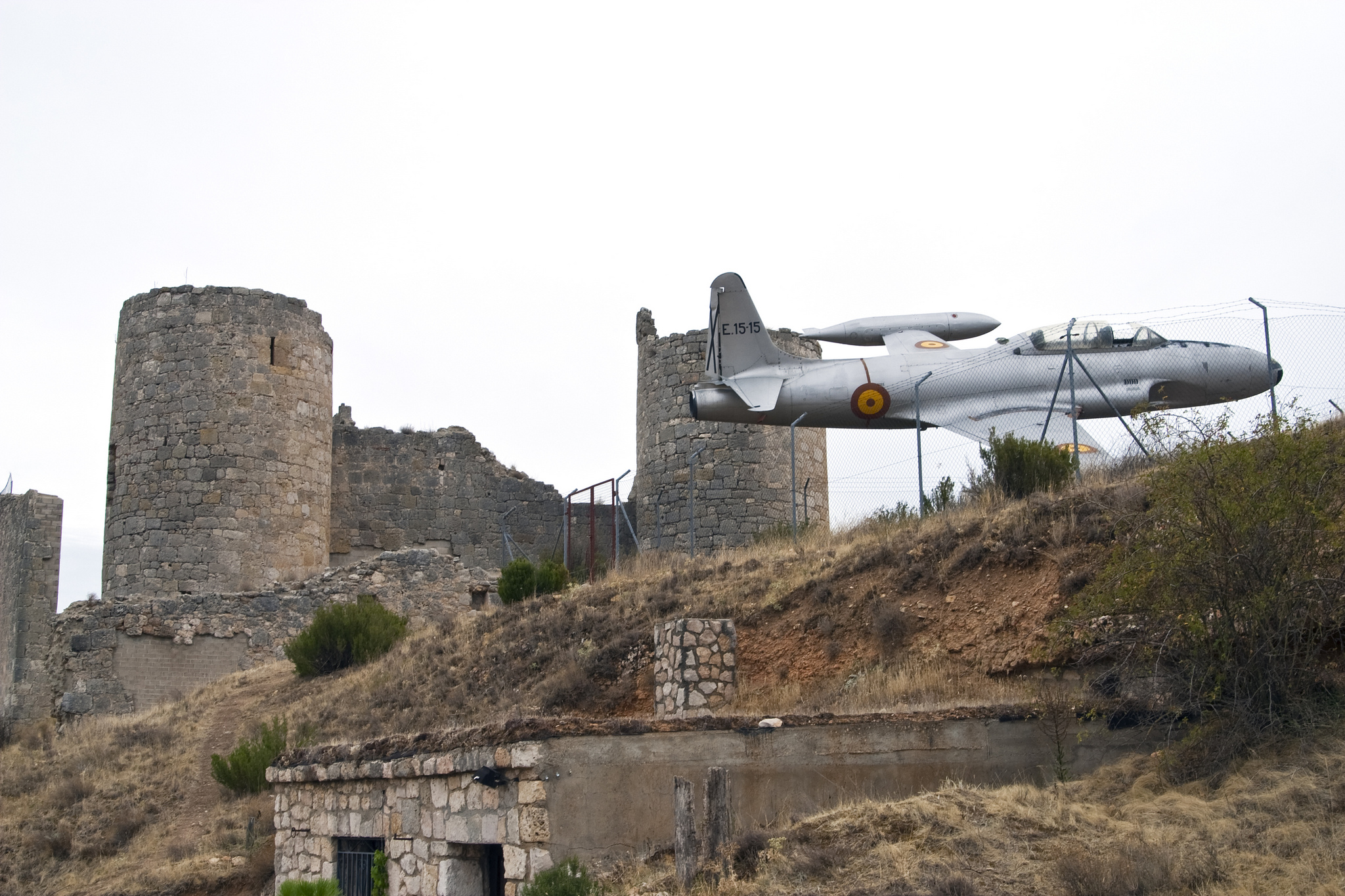
Castillo de Coruña del Conde y avión conmemorativo del pionero de la aviación española Diego Marín Aguilera

Hijo de Narciso y Catalina, medianos agricultores y ganaderos, la muerte del padre dejó al primogénito, Diego, al cargo de siete hermanos, acentuado su sentido de responsabilidad y el carácter emprendedor del que dio sobradas muestras. Ingenioso en extremo y dotado de una gran inteligencia natural, Diego fue ideando pequeños inventos con los que facilitaría el trabajo de sus vecinos: un artilugio para mejorar el funcionamiento del molino que aún se conserva sobre el Arandilla, otro para los batanes y molinos de agua y otro para aserrar los mármoles de las canteras de Espejón.

## Diego Marín y la aviación

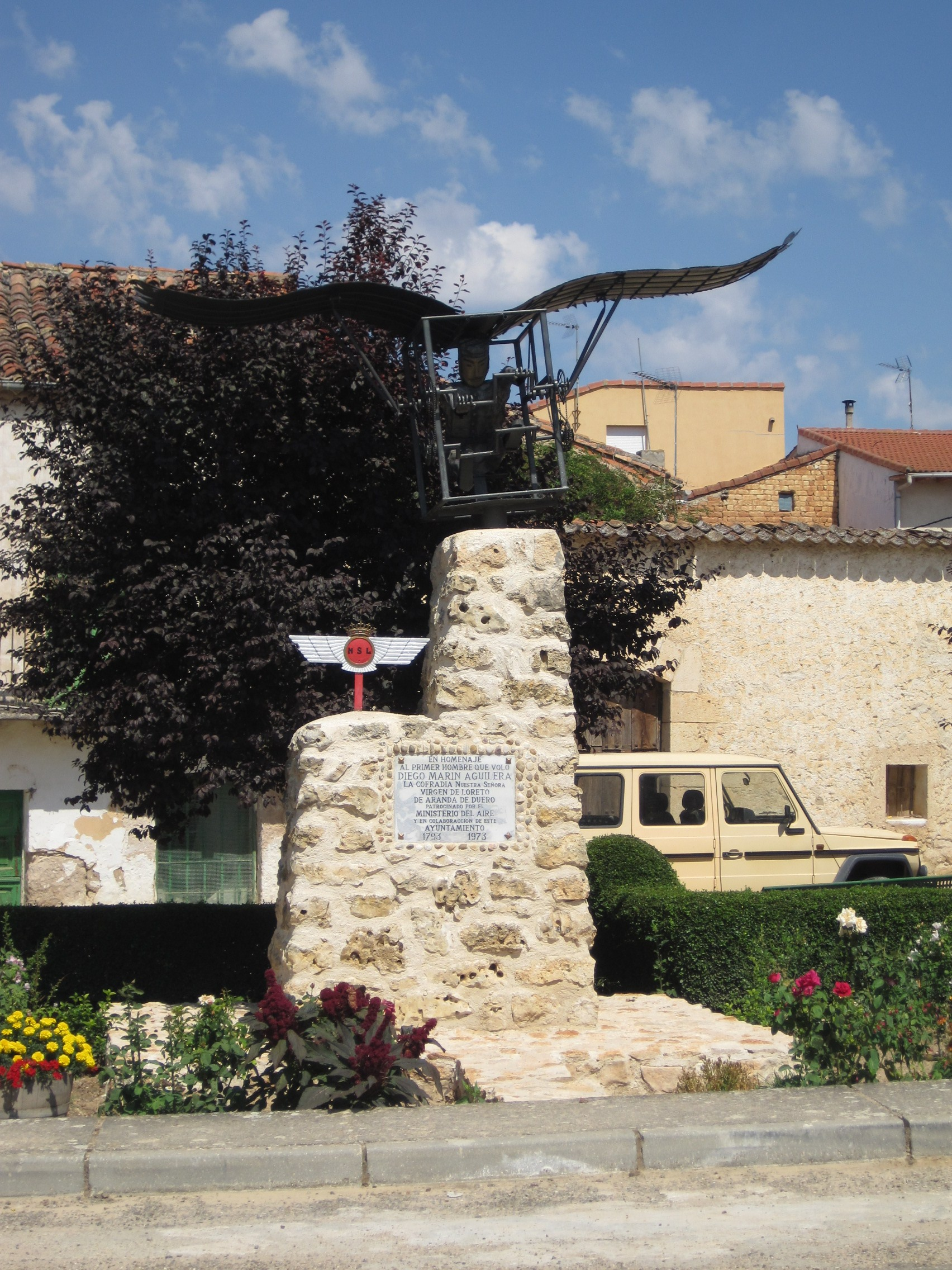
Monumento conmemorativo del vuelo de Diego Marín Aguilera en 1793

A causa de sus preocupaciones sobre la mecánica del viento en los molinos, Diego Marín concibió la idea de poder llegar a volar como las aves, y en las horas que en el campo se dedicaba al pastoreo y a la agricultura estudió el vuelo firme y sereno de las águilas que remontaban por encima de la torre almenada del castillo. Así maduró la idea de construir un aparato más pesado que el aire para transportar a una persona. Hizo trampas para cazar águilas y buitres y poder estudiar sus alas y conseguir sus plumas, con las cuales construyó un aparato volador. Estudió detenidamente el movimiento de las alas y cola de las aves y proporcionó el peso del cuerpo a la longitud de estas. Con ayuda del herrero del pueblo preparó el armazón y unas articulaciones de hierro de forja para las alas que les daban cierto movimiento de abanico, y unos casquillos o estribos donde habían de ir embutidos los pies, construyendo así una enorme máquina-pájaro después de seis años de intensos trabajos.
La noche de 15 de mayo de 1793, acompañado de su confidente Joaquín Barbero y una hermana de este, pusieron el gran avión de plumas en la peña más alta del castillo, y desde allí emprendió su vuelo, diciendo: "Voy a Burgo de Osma, de allí a Soria y volveré pasados unos días". Alcanzó de "cinco a seis varas" de altura sobre el punto de partida tomando, efectivamente, el rumbo de Burgo de Osma, hasta tomar tierra al otro lado del río después de haber hecho un recorrido de "431 varas castellanas" (unos 360 metros). El motivo del rápido aterrizaje fue la rotura de uno de los pernos que movían las alas. A la mañana siguiente al despertar los vecinos de Coruña y enterarse de lo acontecido en aquella noche emotiva de mayo, se mofaron de su convecino Diego Marín, creyéndole loco, e incendiaron el plumífero aparato para evitar que continuase con su locura. La inquisición consideró la acción de los vecinos buena para evitar que Diego se lesionara de nuevo.
Seis años más tarde murió en su pueblo natal, a la edad de 44 años.

## Curiosidades
- El Aeropuerto de Burgos tiene, desde mayo de 2009, una placa en homenaje a Diego Marín.[3]
- En su pueblo natal existía un avión, monumento del Ejército del Aire de España a Diego Marín, precursor de la aviación.[4][5]
- El Programa de televisión Al filo de lo imposible realizó un programa en conmemoración del bicentenario del vuelo de Diego Marín.
- Hay una película sobre este personaje titulada "La fabulosa historia de Diego Marín", de 90 minutos, filmada en 1996 en los escenarios naturales de su vida.
- La ciudad de Burgos nombró un Instituto de Educación Secundaria con el nombre de este pionero.
- Alex Rozados y Sergio Izquierdo Betete crearon un cómic relatando sus hazañas titulado Memorias del hombre pájaro".